# 321357 Mirzakhani
321357 Mirzakhani este o planetă minoră (asteroid) din centura de asteroizi. A fost descoperită pe 3 septembrie 1994 la Observatorul La Silla de Eric Walter Elst. 
Obiectul prezintă o orbită caracterizată de o semiaxă mare de 2,446923502193 UAi, o excentricitate de 0,22, o înclinație de 7 ° în raport cu ecliptica.